# Cloud Bayou
Der Cloud Bayou ist ein Fluss im US-amerikanischen Bundesstaat Texas. Er entspringt in einem locker bebauten Wohngebiet südwestlich von Alta Loma im Galveston County. Von dort fließt er gut elf Kilometer durch weitgehend landwirtschaftlich genutztes Gebiet nach Südwesten und mündet in Nähe von Halls Bayou Camp im Brazoria County in den zur Chocolate Bay führenden Halls Bayou. Auf seinem Lauf unterquert er den Briscoe Canal, die Umgebung ist flach bis wellig.
Der Namensbestandteil Bayou steht in bestimmten Gegenden der Südstaaten der USA für ein nur langsam fließendes oder sogar stehendes Gewässer.